# 万国表
萬國錶（英語：International Watch Co.，缩写IWC），是瑞士高級鐘錶品牌之一。总部位于瑞士东部的沙夫豪森，而瑞士其他的主要著名鐘錶厂都在西部。IWC是世界第二大奢侈品公司瑞士历峰集团的旗下品牌之一。
万国表被誉为制表行业在环境保护和可持续发展领域的先行者。

## 歷史
萬國錶創立於1868年，製錶已有150年歷史。其創辦人為美國波士頓工程師Florentine A.Jones。他在萊茵河畔的廠房中創立了瑞士最早期的機械製錶工廠，實現了他的新穎構想：以機械取代部分人工製造出更精確的零件，而後由一流的鐘錶師裝配成品質超凡的鐘錶。而當地有鐘錶的歷史可遠溯至15世紀初，足足比IWC早了459年。但自IWC建廠製錶後，時間的精確度，才開始被人們牢牢掌握在手中。
此後，IWC公司出品的懷表風靡了19世紀末至20世紀初的鐘錶市場，1868年開發的“鐘斯”牌懷錶機芯，大大改進了懷錶的走時準確度和溫度恒定水準，從而為IWC打出了牌子；1890年推出的“GRANDE COMPLICATION”懷表，不但贏得國際鐘錶協會的嘉評和品質優異證書，更迅即成為收藏家爭購之物，甚至連當時的教皇、保加利亞皇帝以及後來的英國首相邱吉爾都擁有IWC的這型錶款。
1880年，約翰尼斯-勞辛巴赫-弗格接管公司，並傳承了IWC精確、可靠、永固的製錶文化，歷經四代的傳統守業，逐漸成為歐洲乃至世界手錶製造業的經典範本，並贏得了皇族、政治家、教皇和領袖精英們的至愛。到本世紀初，更被沙夫豪森授予最高工藝信譽的認證榮耀，像徵了IWC至高無上的品質承諾。
而在第二次世界大戰時，IWC成功地推出了專為飛行員研製的防磁手錶。到了70年代，IWC則在防磁表的基礎上，開發出把計時功能和定向羅盤相結合的羅盤錶，進一步方便了專業用戶。此後面世的MARK更是聞名天下。
IWC萬國錶近幾年來業績成長達百分之五百，成果相當驚人。萬國錶的標誌是IWC，是萬國表公司（International Watch Company）的縮寫。這一舉世公認的瑞士名錶品牌，是國際公認製造精密機械芯的專家，其製作的機芯，舉世罕有匹敵。達芬奇系列是IWC標誌性的經典產品。 
而IWC亦於2009年在美國精品協會（Luxury Institute）所發佈的鐘錶品牌「精品排行指數」（LBSI）的順位中居於首位。全球首家IWC旗艦店位於香港1881 Heritage。

## 环保评级
2018年12月，世界自然基金会（WWF）发布官方报告，包含对瑞士15个主要钟表及珠宝生产商的环保评级。 其中万国表排名第一，获得高评分（“Ambitious”）。万国公司作为唯一一个获得“Ambitious”高评分的生产商，在报告中被评价为“认真坚持向可持续发展的转型，但同时还有极大的进步空间 （serious commitment towards a sustainable transformation, but with substantial potential for improvement）"。
在钟表及珠宝制造行业，主要的环保隐患有二：1）生产活动的不透明；2）对珍贵原材料的大量开采，主要包括金矿。而后者是造成众多环境问题的重要因素之一，比如水土污染、土壤退化、森林破坏等。 据估计，钟表及珠宝行业每年消耗超过2000吨的黄金，占全球黄金产量的50%以上，而大多数情况下，钟表制造公司不能或不愿意说明其原材料的来源以及原材料供应商是否采用环保的开采方式。 自21世纪初，万国公司就积极参与环境保护及可持续发展。 2018年，万国公司更是坚持“透明”的经营原则，发布了瑞士奢侈钟表品牌的第一份基于Global Reporting Initiative (GRI) 所制定的“全球最佳生产标准（global best-practice standards）的可持续发展报告。

## 外部連結
- 萬國錶官方網站（页面存档备份，存于）
- IWC Watches的Facebook專頁